# Desmos viridiflorus
Desmos viridiflorus là loài thực vật có hoa thuộc họ Na. Loài này được (Bedd.) Saff. mô tả khoa học đầu tiên năm 1912.